# Emil Magnusson
Pour les articles homonymes, voir Magnusson.
Emil Magnusson (né le 23 novembre 1887 à Genarp et décédé le 26 juillet 1933 à Malmö) est un athlète suédois spécialiste du lancer du disque. Affilié à l'IFK Malmö, il mesurait 1,86 m pour 85 kg.

## Biographie

### Palmarès
| Date | Compétition           | Lieu      | Résultat | Épreuve | Performance |
| ---- | --------------------- | --------- | -------- | ------- | ----------- |
| 1912 | Jeux olympiques d'été | Stockholm | 8e       | 1 main  | 39,91 m     |
| 1912 | Jeux olympiques d'été | Stockholm | 3e       | 2 mains | 77,37 m     |

### Records
| Épreuve          | Performance | Lieu | Date |
| ---------------- | ----------- | ---- | ---- |
| Lancer du disque | 43,00 m     |      | 1913 |